# Xfinity Mobile Arena
A Xfinity Mobile Arena é uma arena multiuso localizada na Filadélfia. É a casa do Philadelphia Flyers da National Hockey League (NHL), do Philadelphia 76ers da National Basketball Association (NBA) e do Philadelphia Wings da National Lacrosse League (NLL). A arena fica no canto sudoeste do South Philadelphia Sports Complex, que inclui o Lincoln Financial Field, Citizens Bank Park e Xfinity Live!.
A Xfinity Mobile Arena, originalmente chamado de Spectrum II, foi concluído em 1996 para substituir o Spectrum como a arena do 76ers e dos Flyers, no antigo local do Estádio John F. Kennedy a um custo de US $ 210 milhões, em grande parte financiado por particulares (embora a cidade e o estado ajudaram a pagar pela infraestrutura local). É propriedade da Comcast Spectacor, que também possui os Flyers, e é operada por sua subsidiária de gerenciamento de arena, a Global Spectrum. Desde a sua inauguração, ele é conhecido por vários nomes diferentes por meio de acordos de naming rights e fusões de bancos, incluindo CoreStates Center de 1996 a 1998, First Union Center de 1998 a 2003 e Wachovia Center de 2003 a 2010. Desde 2010, os naming rights foram detidos pela empresa de serviços financeiros Wells Fargo, após sua fusão com o Wachovia.
Além de hospedar jogos em casa para seus locatários principais, a arena tem sido o local de uma série de outros eventos atléticos notáveis, incluindo os Jogos 1 e 2 de 1997 e os Jogos 3, 4 e 6 das Finais da Stanley Cup de 2010, os Jogos 3, 4 e 5 das Finais da NBA de 2001 e vários eventos da National Collegiate Athletic Association (NCAA). A Xfinity Mobile Arena sediou duas convenções políticas, hospedando a Convenção Nacional Republicana de 2000 e a Convenção Nacional Democrática de 2016. A arena é um local regular para shows e eventos da WWE. A arena tem capacidade para 21.000 lugares sentados e pelo menos 21.500 em pé.

## Naming rights

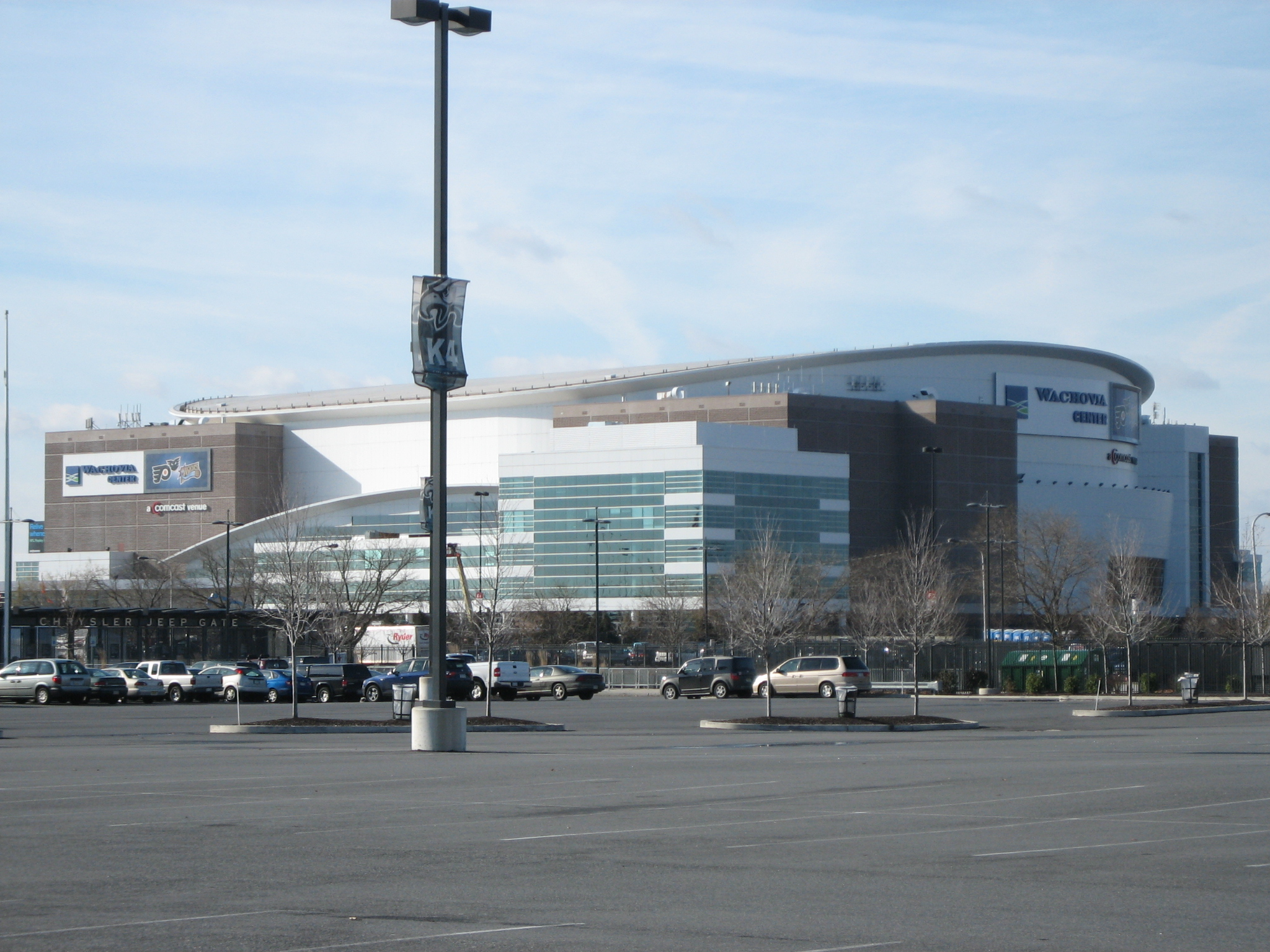
O então Wachovia Center em dezembro de 2005

Antes de sua construção, a arena proposta foi provisoriamente chamada de "Spectrum II". A Xfinity Mobile Arena foi originalmente nomeado para CoreStates Bank, que concordou em pagar $ 40 milhões ao longo de 21 anos pelos direitos de naming rights, com termos adicionais a serem liquidados posteriormente por um período adicional de oito anos no final do contrato.
No entanto, o contrato passou por várias mãos devido a várias fusões de bancos; primeiro pelo First Union Bank em 1998, Wachovia em 2003, e atualmente pelo Wells Fargo em julho de 2010. A instalação da nova marca Wells Fargo Center começou em 27 de julho de 2010, com a remoção da sinalização Wachovia Center, seguida pela instalação da nova sinalização do Wells Fargo Center. O trabalho foi concluído em setembro de 2010.
Por um curto período de tempo na temporada de 2015-16, os 76ers deixou de reconhecer os direitos de naming rights da Wells Fargo e se referiu à instalação exclusivamente como "The Center", já que a instituição não é patrocinadora da equipe. O decalque do logotipo da Wells Fargo Center que ficava na quadra dos 76ers tinha um texto quase imperceptível pelas câmeras de televisão, colorido em branco para se misturar ao chão. (Alegadamente, a primeira ideia do CEO 76ers, Scott O'Neil, foi pintá-lo com tinta transparente apenas visível com luz negra ultravioleta mostrando o logotipo durante a abertura dos jogos, quando as luzes da arena são apagadas; no entanto, a equipe, após discussão com seus advogados, optaram por não fazê-lo.) Em janeiro de 2016, com a contribuição da Comcast Spectacor, o decalque do logotipo foi ampliado e repintado em preto. Os 76ers então assinou um acordo de patrocínio sem sinalização com a Firstrust Bank como seu patrocinador bancário oficial.

## Instalações

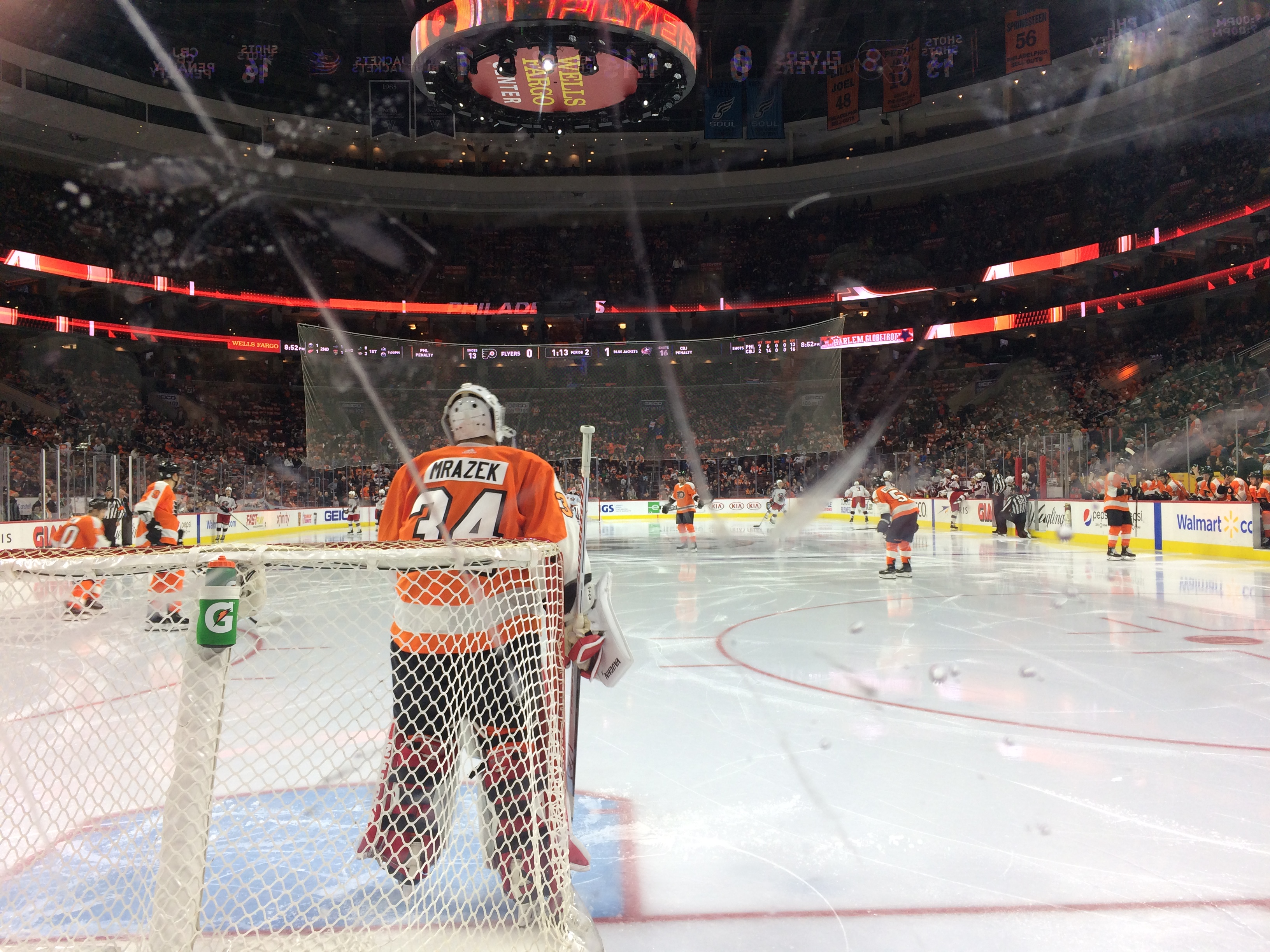
Vista lateral da quadra de hóquei da Xfinity Mobile Arena durante um jogo entre o Philadelphia Flyers e o Columbus Blue Jackets.

A Xfinity Mobile Arena acomoda oficialmente 20.318 pessoas na NBA e na NCAA e 19.541 pessoas na NHL e na NLL. Com as admissões adicionais nas suítes de luxo e club-box, a capacidade total aumenta. A Xfinity Mobile Arena tem 126 suítes luxuosas, 1.880 poltronas club-box e uma variedade de restaurantes e clubes (públicos e privados) disponíveis para uso dos clientes. Além disso, os escritórios, estúdios e instalações de produção da NBC Sports Philadelphia estão localizados nas instalações.
Em 10 de junho de 2005, o Wachovia Center estabeleceu um recorde de público para um jogo de hóquei indoor na comunidade da Pensilvânia (20.103) quando o Philadelphia Phantoms venceu o Jogo 4 das finais da Calder Cup sobre o Chicago Wolves. O recorde de público foi quebrado em 9 de junho de 2010, quando o Wachovia Center estabeleceu outro recorde de público de 20.327 para o Jogo 6 das finais da Stanley Cup de 2010; os Flyers perderam para o Chicago Blackhawks na prorrogação. A Xfinity Mobile Arena também estabeleceu um recorde de maior público em um jogo de basquete universitário na comunidade da Pensilvânia em 29 de janeiro de 2017, quando Villanova jogou e derrotou Virginia diante de uma multidão de 20.907.

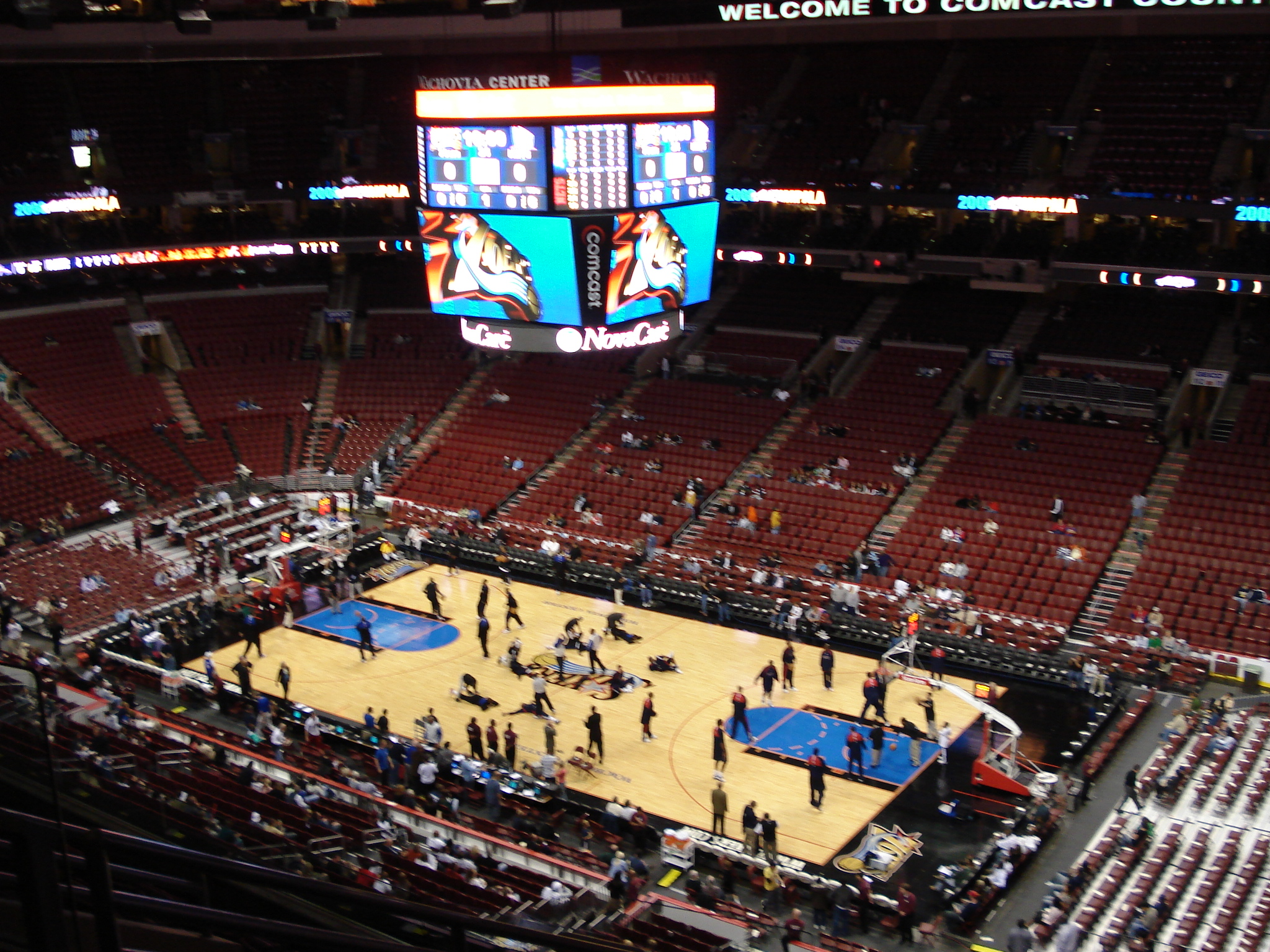
O Wachovia Center antes de um jogo do 76ers contra o New Jersey Nets (agora Brooklyn Nets) com o seu antigo design de piso.

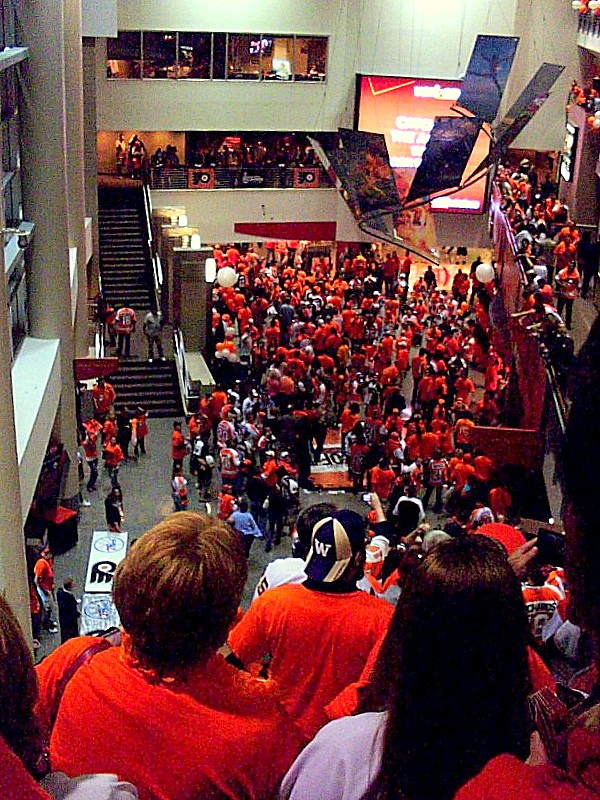
Fãs dos Flyers deixando o Wachovia Center após um jogo de playoff em 2010.

Em 1 de agosto de 2006, a Comcast Spectacor anunciou que iria instalar um novo placar central para substituir o original feito pela Daktronics. O novo placar, fabricado pela ANC Sports, é semelhante a outros placares nas novas arenas da NBA e NHL. Uma tela de LED linear adicional revestindo toda a arena também foi instalada entre os níveis da suíte e do mezanino. Outras reformas para o aniversário de dez anos do Wachovia Center incluíram a atualização das suítes com mais HDTVs de tela plana, bem como a mudança de fornecedores de ingressos de Ticketmaster para ingressos New Era, que é propriedade da Comcast Spectacor.
A Xfinity Mobile Arena continuou com as renovações adicionais como parte de uma iniciativa "Transformação 2020" de US $ 265 milhões. Ele estreou um novo placar de resolução 4K em setembro de 2019, que apresenta duas matrizes principais de monitores externos que podem se expandir para uma largura de 19 m e dois painéis "coroa" de 20 m que podem ser aumentados e abaixados como parte das sequências. A arena também revelou uma nova área premium para detentores de ingressos selecionados, conhecida como "Centre City Club" e - como parte de uma parceria com a Rivers Casino Philadelphia - duas salas de apostas esportivas abertas a todos os visitantes, que contará com um bar e áreas de estar, televisores e quadros de probabilidades e embaixadores do Rivers Casino promovendo o uso do aplicativo de apostas esportivas do cassino.
A arena também anunciou o "New City Terrace", uma reformulação do deck da sala em uma "Assembly Room" (inspirada no Independence Hall), com bares e restaurantes, lareiras e áreas comuns. A área foi projetada para fornecer uma "experiência de primeira classe a um preço acessível"; os ingressos mais baratos da arena terão acesso ao nível.

## Concertos
Em 13 de agosto de 1996, um concerto privado de Ray Charles foi o primeiro evento no CoreStates Center, com uma multidão de quase 12.000 pessoas. Cada espectador recebeu uma chave comemorativa reconhecendo que ajudaram a "abrir a arena". O concerto inaugural, em 2 de setembro de 1996, contou com Oasis, com The Manic Street Preachers e The Screaming Trees, diante de uma multidão estimada de 12.000 pessoas. A Xfinity Mobile Arena já realizou outros concertos de muitos artistas famosos.
Em 6 de dezembro de 2002, O Guns N' Roses estava agendado para se apresentar lá em sua turnê Chinese Democracy. As bandas de abertura, CKY e Mix Master Mike, se apresentaram, mas o ato principal, Guns N 'Roses, nunca apareceu, causando um tumulto na arena e causando cerca de $ 30.000 a $ 40.000 em danos. Nenhuma razão foi dada para a não aparição do Guns N 'Roses, além do anúncio público de que um dos membros da banda estava doente.
Em 2006, Billy Joel estabeleceu um recorde ao esgotar seu 18º show no Wachovia Center.
Além disso, pendurados nas vigas da Xfinity Mobile Arena estão três banners nas cores laranja e preto dos Flyers em homenagem aos 10 shows lotados do Pearl Jam, aos 48 shows lotados de Billy Joel e aos 56 shows lotados de Bruce Springsteen.

### Capacidade
| Anos          | Capacidade |
| ------------- | ---------- |
| 1996–2006     | 20,338     |
| 2006–2010     | 20,318     |
| 2010–2015     | 20,328     |
| 2015–Presente | 20,478     |

| Anos          | Capacidade |
| ------------- | ---------- |
| 1996–1997     | 19,463     |
| 1997–1998     | 19,511     |
| 1998–2003     | 19,519     |
| 2003–2008     | 19,523     |
| 2008–2014     | 19,537     |
| 2014–2015     | 19,541     |
| 2015–2016     | 19,543     |
| 2016–2018     | 19,605     |
| 2018–Presente | 19,306     |

## Eventos notáveis

### Ringling Bros. e Barnum & Bailey Circus
Os Ringling Bros. e Barnum & Bailey Circus fizeram 4 shows na Xfinity Mobile Arena.

### Esportes
- Copa do Mundo de Hóquei em 1996 (três jogos)
- WWF In Your House: Mind Games, 1996
- Finais da Stanley Cup em 1997
- Campeonato dos Estados Unidos de Patinação Artística no Gelo em 1998
- Final da NLL de 1998
- AHL All-Star Classic de 1999
- WrestleMania XV em 1999
- Final Four do Torneio da NCAA Feminino de 2000
- WWF Unforgiven em 2000
- East Regional do Torneio da NCAA de 2001
- Finais da NBA de 2001
  - O Los Angeles Lakers venceu o título da NBA na Xfinity Mobile Arena, vencendo o Jogo 5 e a série por 4–1.
- X Games VII em 2001
- All-Star Game da NBA de 2002
- X Games VIII em 2002
- Royal Rumble de 2004
- Finais da AHL Calder Cup de 2005
  - O Philadelphia Phantoms venceram a Calder Cup na Xfinity Mobile Arena, derrotando o Chicago Wolves no Jogo 4 e vencendo a série por 4–0.
- 1ª e 2ª rodadas do Torneio da NCAA de 2006
- Survivor Series de 2006
- Triagens da Equipe Olímpica dos EUA - Ginástica de 2008
- 1ª e 2ª rodadas do Torneio da NCAA de 2009
- Night of Champions de 2009
- UFC 101 em 2009
- Finais da Stanley Cup de 2010
  - O Chicago Blackhawks ganhou a Stanley Cup na Xfinity Mobile Arena, vencendo o Jogo 6 e a série por 4–2.
- Campeonato de Wrestling Masculino da NCAA em 2011
- UFC 133 em 2011[21]
- 2ª e 3ª rodadas do Torneio da NCAA de 2009
- Money in the Bank de 2013
- Campeonato Masculino de Hóquei no Gelo da NCAA em 2014
- Inscrição no Draft da NHL de 2014
- Royal Rumble de 2015
- East Regional do Torneio da NCAA de 2016
- Battleground de 2017
- ArenaBowl XXX em 2017
- WWE NXT TakeOver: Filadélfia em 2018[22]
- Royal Rumble de 2018
- Extreme Rules de 2019
- Elimination Chamber de 2020
- Extreme Rules de 2022

### Esports
- Overwatch League Grand Finals em 2019

### Televisão
- Wheel of Fortune da Filadélfia em 2004
- Wheel of Fortune Family Week em 2004
- Wheel of Fortune Teen Best Friends Week em 2005
- Audições do American Idol em 2007
- Harvest America em 2013

### Política
- Convenção Nacional Republicana de 2000
- Convenção Nacional Democrática de 2016

## Controvérsia
Em outubro de 2019, a equipe central removeu os fãs que gritavam "Hong Kong livre" em um jogo de pré-temporada entre o Philadelphia 76ers e o Guangzhou Long-Lions.